# Самість
Са́мість (нім. Selbst) — архетип, який є глибинним центром і виразом психологічної цілісності окремого індивіда. Виступає як принцип об'єднання свідомої і несвідомої частин психіки та одночасно забезпечує виокремлення індивіда з навколишнього його світу. Цей дуже місткий та багатозначний термін використовується в психології, соціології, філософії й по різному сприймається різними дослідниками, а його значення відрізняється в різних науках та школах.

## За Юнгом
Швейцарський психоаналітик і психолог Карл Ґустав Юнґ розглядав самість саме як архетип цілісності особистості, що об'єднує свідоме і несвідоме та взаємно доповнюють одне одного до цілісності. За Юнгом, самість означає всю особистість. Але вся особистість людини не піддається опису, тому що її несвідоме не може бути описане. В концепції Юнґа це найважливіший архетип. Розвиток самості — головна мета людського життя; самість об'єднує всі вияви душі.
Поняття самість у Юнга вживається як архетип колективного несвідомого. За Юнгом, розвиток особистості у процесі її індивідуалізації йде від свідомості до особистого несвідомого, а від нього до колективного несвідомого, центром якого є самість. Юнг зазначає, що в міфах, казках, сновидіннях символами Самості часто виступають мудрий дідусь, хрест, коло, квадрат та інші символи Цілісності. За Юнгом, Самість неможливо виявити емпірично. Він використовує це поняття для обґрунтування самореалізації індивіда. Самореалізація, на думку Юнга, відбувається шляхом занурення у глибини колективного несвідомого. Кінцевою метою індивідуального розвитку є досягнення особистісної неповторності.
Тест професійної орієнтації Мартіна Ахтніха за допомогою інтегратора дозволяє проникнути в поняття «індивідуації». Оскільки результати тестування, у вигляді схильності до певних професій, вибудовують для індивіда шлях нагору (індивідуація), що виражається в досягненні певних статусів.

## ЗаКарлом Роджерсом
Самість — це уявлення людини про себе, яке виникає на основі минулого і теперішнього досвіду та очікувань майбутнього.

Карл Роджерс
Карл Роджерс був переконаний, що становлення здорової Я-концепції є безперервним процесом, на який впливає життєвий досвід людини. Індивіди зі стійким почуттям власної гідності, зазвичай, проявляють більшу впевненість у собі та більш ефективно впораються з життєвими викликами.
На його думку, Я-концепція починає розвиватися у дитинстві та перебуває під сильним впливом батьків. Якщо батьки надаватимуть безумовну любов і повагу, то це сприятиме формуванню здорової Я-концепції з більшою імовірністю. Утім діти з відчуттям необхідності «заслужити» любов батьків, можуть в кінцевому підсумку розвинути в собі низьку самооцінку і відчуття власної недостойності.

## ЗаКарлом Поппером
«Самість — це свідомість, яка сама себе пізнає, оцінює, коректує, творить нові смисли. Це те, що в традиційних поглядах було душею»

Карл Поппер 
При цьому, на думку дослідників філософської творчості Поппера, «головною якістю самості є активність — діюча, страждаюча, згадуюча, програмуюча майбутнє, очікуюча, спростовуюча», тобто така, що виявляє своє існування та заявляє про свою унікальність за посередництва активності — чи не найважливішого і не найвиразнішого атрибуту суб'єктивності і взагалі всякої істоти, тим паче наділеної свідомістю.